# Криштоф Збаразький
Криштоф, або Христофор Збаразький  гербу Корибут (біля 1580 — 6 березня 1627) — магнат руського походження з роду Збаразьких, державний діяч Речі Посполитої.

## Біографія
Нащадок спольщеного руського (українського) князівського роду. Народився в сім'ї брацлавського воєводи князя Івана-Януша Збаразького та його дружини — княжни Анни Четвертинської — доньки князя Матвія Васильовича Четвертинського і його другої дружини Євдоксії Вагановської.
До 1600 р. вивчав військову справу за кордоном. Як і брат, навчався у Галілео Галілея. Перебуваючи в Європі перейшов з кальвінізму на католицтво.
1609 року брав участь в поході короля Сиґізмунда III Вази проти Московії. Брав участь у Хотинській війні 1620-21 років. До нього писав лист з проханням визволити з османського полону князь Самійло Корецький. У 1623 році:
- уклав як посол Речі Посполитої мир з Османською імперією на таких вигідних умовах, що Великий сейм висловив йому 1624 року публічну подяку
- завдяки його зусиллям з османської неволі було викуплено за 30 тисяч талерів полонених у битві під Цецорою майбутнього великого коронного гетьмана Станіслава Конєцпольського і ще кількох відомих шляхтичів.[5]

Контактував з родичем князем Григорієм Святополк-Четвертинським, вихованим в антиєзуїтському та антикатолицькому дусі; може, під його впливом разом із братом Юрієм в 1627 році на сеймі в Торуні захищали православних.
У 1633 році Павел Ґродзицький був одним з учасників посольської місії на чолі з кн. Х. Збаразьким до османів.
Мав посади конюшого великого коронного (1615—1627), члена комісії з козацьких справ та цінових тарифів, краківського каштеляна, старости кременецького (1608—1627), грубешівського, болеславського, віслицького і солєцького. 
Фундатор єзуїтського колеґіуму у Вінниці.
За борги роду Тенчинських (найправдоподібніше, борг любельського воєводи Ґабріеля Тенчинського, чоловіка кузини Варбари) отримав у володіння (інші джерела вказують, що був посідачем чи державцем) в 1617 р. їхні велетенські маєтності ключ конськовольський.
Як і старший брат Юрій, не був одружений та не мав нащадків. Передостанній із роду Збаразьких.
Помер і був похований у родинній гробниці в домініканському костелі Святої Трійці у Кракові.